# Какаладзе, Коба
Коба Какаладзе (груз. კობა კაკალაძე, род.7 июня 1986) — грузинский борец вольного стиля, призёр чемпионатов Европы.

## Биография
Родился в 1986 году. В 2002 году стал бронзовым призёром первенства Европы среди кадетов.
В 2008 году завоевал серебряную медаль чемпионата Европы.